# Anopheles kochi
Anopheles kochi är en tvåvingeart som beskrevs av Donitz 1901. Anopheles kochi ingår i släktet Anopheles och familjen stickmyggor. Inga underarter finns listade i Catalogue of Life.